# Peperomia elsana
Peperomia elsana är en pepparväxtart som beskrevs av Trel. & Yunck.. Peperomia elsana ingår i släktet peperomior, och familjen pepparväxter. Inga underarter finns listade i Catalogue of Life.